# Араука (город)
Ара́ука — столица одноимённого департамента Араука в Колумбии, расположена непосредственно на границе с Венесуэлой. Полное название — Вилья-де-Санта-Барбара-де-Араука.
Город лежит в низине и подвержен частым наводнениям.

## История
Регион Арауки был исследован немецким конкистадором Хорхе де ла Эспира (иначе Георг фон Шпейер) в 1536 году. Но конкистадоры на этом месте не остались, так как отправились на поиски Эльдорадо. Позже за ними пришли иезуиты, которые основали первые поселения.
Город Араука был основан 4 декабря 1780 года Хуаном Исидро Дабойном на месте маленькой деревушки Гуахиро, в которой жило около десятка семей индейцев. Араука был назван в честь реки Араука, которая теперь отделяет его от Венесуэлы и которая, в свою очередь, была названа по самоназванию коренного народа.
Однажды город был столицей провинции Касанаре Новой Гранады, которая была намного больше, чем современный департамент Касанаре.
Кроме того, Вилья-де-Санта-Барбара-де-Араука также была:
- столицей революционной Республики — 16 июля 1816 года;
- центром полицейского округа (Комиссариат по особо важным делам) — с 1911 года;
- административным центром провинции Араука — 1955—1991 годы;

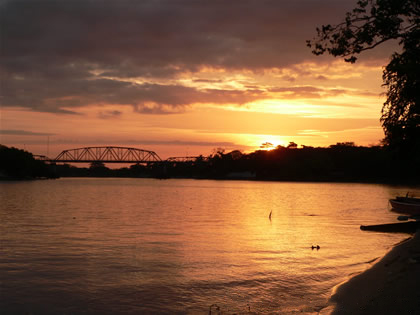
Вид на мост через реку Араука

- нефтяной столицей Колумбии — с 1986 года;
- административным центром департамента Араука — с 1991 года.